# ويليام سويفت
ويليام سويفت (بالإنجليزية: William Swift) هو ضابط أمريكي، ولد في 17 مارس 1848 في Windham, Connecticut ‏ في الولايات المتحدة، وتوفي في 30 يونيو 1919 في نيوبورت في الولايات المتحدة.